# Volvocisporium
Volvocisporium är ett släkte av svampar. Volvocisporium ingår i familjen Volvocisporiaceae, ordningen Microstromatales, klassen Exobasidiomycetes, divisionen basidiesvampar och riket svampar.
| Volvocisporium | \| \| Volvocisporium triumfetticola \| \| \| \| |
|                | \| \| Volvocisporium triumfetticola \| \| \| \| |
|                | Volvocisporium triumfetticola                   |
|                |                                                 |

|  | Volvocisporium triumfetticola |
|  |                               |